# Villesèque-des-Corbières
Villesèque-des-Corbières é uma comuna francesa na região administrativa de Occitânia, no departamento de Aude. Estende-se por uma área de 31,69 km². Em 2010 a comuna tinha 373 habitantes (densidade: 11,8 hab./km²).